# Elwood Bredell
Elwood Bailey Bredell (conosciuto come Woody Bredell o Elwood Dell; Indianapolis, 24 dicembre 1902 – Newport Beach, 26 febbraio 1969) è stato un direttore della fotografia statunitense. 
Ha lavorato come tecnico della fotografia per molti film di diversi generi cinematografici. Ha lavorato principalmente alla Universal per la realizzazione di numerosi film noir come La donna fantasma (1944), Lady on a Train (1945), I gangsters (1946) e L'alibi di Satana (1947).